# 江布爾區 (阿拉木圖州)
江布爾區是哈薩克斯坦的行政區，位於該國東南部，由阿拉木圖州負責管轄，首府設於乌孜纳加什，始建於1928年，面積19,300平方公里，2013年人口137,129。